# Charte des valeurs québécoises
Ne doit pas être confondu avec Valeurs de la Charte.
Lire en ligne

texte du projet de loi

La Charte des valeurs québécoises était un projet de charte de la laïcité (projet de loi 60) visant à établir des règles communes pour vivre dans un État laïc et pour baliser les demandes d’accommodement. Le projet de loi a été déposé le 7 novembre 2013 à l'Assemblée nationale du Québec sous le nom de Charte affirmant les valeurs de laïcité et de neutralité religieuse de l'État ainsi que d'égalité entre les femmes et les hommes et encadrant les demandes d'accommodement,.
Le projet était présenté comme une réponse du gouvernement de Pauline Marois à la controverse québécoise en matière d'accommodements raisonnables. Il relevait de l'autorité du ministre des Institutions démocratiques et de la Participation citoyenne, Bernard Drainville.
Avec la défaite électorale du Parti québécois aux élections du 7 avril 2014, le projet de loi n'a plus aucune chance d'être adopté, le Parti libéral du Québec, vainqueur aux élections, ayant exprimé son opposition à la charte dès le dépôt de celle-ci. 
Le gouvernement caquiste en 2019 propose un projet de loi similaire avec la loi sur la laïcité de l'État, adoptée la même année.

## Contenu
Le projet de charte comportait cinq propositions :
1. Modifier la Charte québécoise des droits et libertés de la personne,
2. Énoncer un devoir de réserve et de neutralité pour le personnel de l'État,
3. Prohiber le port des signes religieux ostentatoires par le personnel de l'État,
4. Rendre obligatoire le visage à découvert lorsqu'on donne ou reçoit un service de l'État,
5. Établir une politique de mise en œuvre pour les organismes de l'État.

L'article 1 de la Charte indique : 

« Un organisme public doit, dans le cadre de sa mission, faire preuve de neutralité en matière religieuse et refléter le caractère laïque de l’État tout en tenant compte, le cas échéant, des éléments emblématiques ou toponymiques du patrimoine culturel du Québec qui témoignent de son parcours historique. »

## Réactions
Bien que son contenu préliminaire n'ait été dévoilé que le mardi 10 septembre 2013, le projet de charte a suscité de nombreuses réactions avant cette date, en conséquence de fuites auprès de l'agence QMI.

### Fédéral
Le chef du Nouveau Parti démocratique, Thomas Mulcair, prend position contre la charte, rappelant les droits de l'homme.
Le chef du Parti libéral du Canada, Justin Trudeau, prend position contre le projet, rappelant la lutte contre la ségrégation raciale, aux États-Unis.
Le premier ministre du Canada, Stephen Harper, tout en affirmant ne pas connaître le contenu du projet de charte, croit que le gouvernement Marois « cherche des chicanes avec Ottawa ».

### Provincial

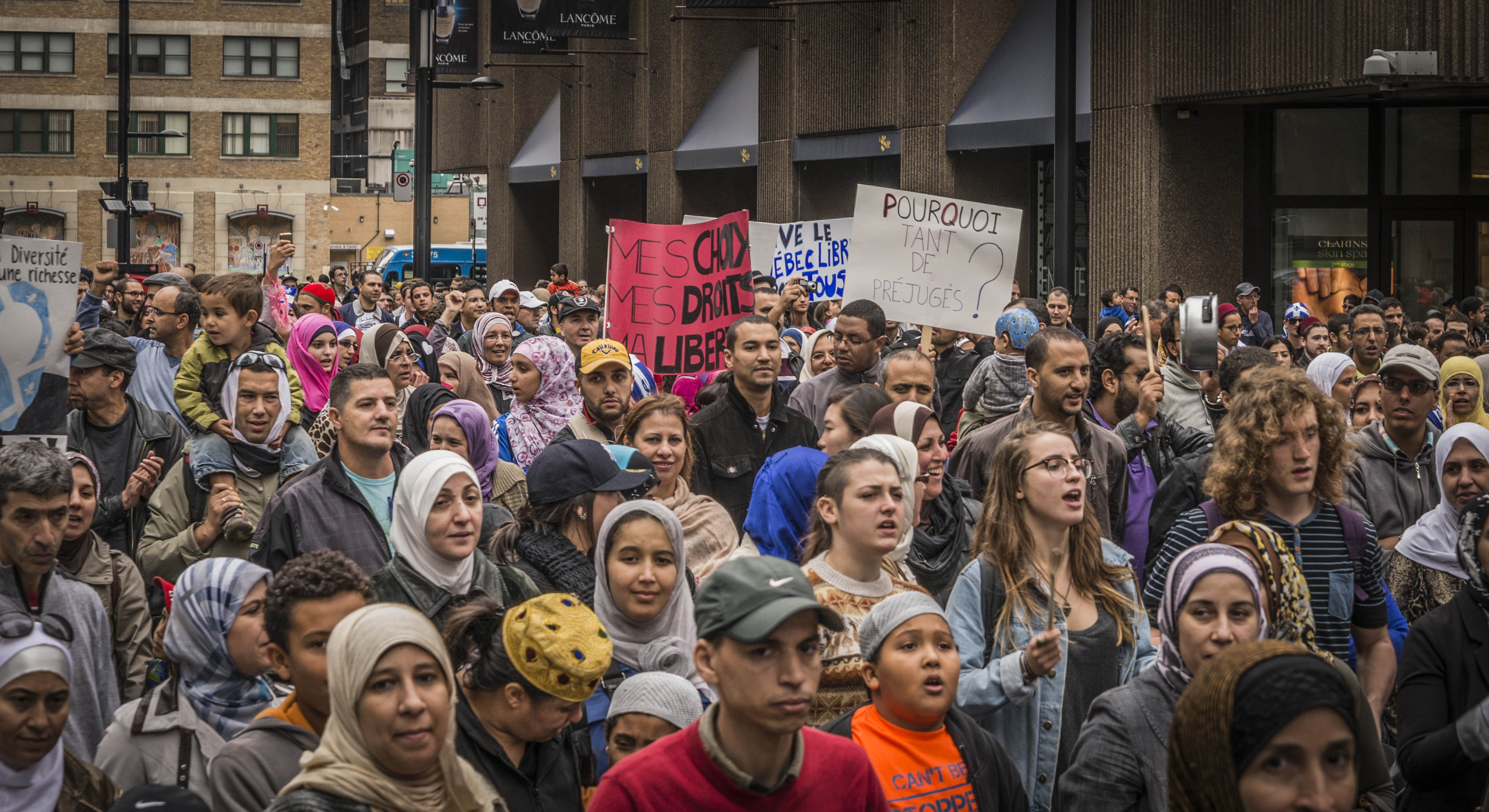
Manifestation d'opposition au projet de charte,
le samedi 14 septembre 2013 à Montréal

Le chef de la Coalition avenir Québec, François Legault, affirme être en accord avec le concept d'une charte de la laïcité. Il reproche toutefois que le dossier se soit éternisé par électoralisme et que le document allait beaucoup trop loin quant à la prohibition des signes religieux ostensibles pour les employés de bureau et suggère, à l'instar du Rapport Bouchard-Taylor la prohibition de ces signes pour les représentants de l'état en autorité, tel que les policiers et les juges.
Le chef du Parti libéral du Québec, Philippe Couillard, accuse le Parti québécois de vouloir faire diversion en utilisant la charte comme réceptacle pour relancer le débat sur la séparation du Québec. Il s'est dit contre la prohibition des signes religieux ostensibles pour la totalité de la fonction publique et contre la discrimination à l'emploi. Il s'est engagé durant la campagne électorale de 2014 à dévoiler publiquement les opinions juridiques du ministère de la Justice quant à ce dossier.
Le chef du Parti vert du Québec, Alex Tyrrell, s'oppose à la charte, qu'il considère comme xénophobe. 
Le député du Parti Québec Solidaire Amir Khadir s'oppose à l'interdiction du port de signes religieux pour tous les secteurs public et parapublic et il est en faveur d'une laïcité ouverte.

### Autres
Le coprésident de la Commission Bouchard-Taylor, Charles Taylor, critique le projet de charte proposant d'interdire les signes religieux apparents dans les emplois publics. « Le gouvernement sera très ouvert au patrimonial pour les Québécois, mais très fermé pour les autres religions... C'est une neutralité truquée. C'est du deux poids, deux mesures. » Il faisant un parallèle avec la Russie de Poutine, plus précisément sur la loi russe interdisant les signes ostentatoires d'homosexualité, sous peine d'emprisonnement.
La Fédération autonome de l'enseignement (FAE) a affirmé qu'elle utilisera tous les recours qui lui sont possibles pour défendre le droit de ses membres à porter des signes religieux. Quant à lui, le syndicat de la fonction publique et parapublique du Québec (SFPQ) a affirmé qu'il appuierait la charte.
La présidente du Mouvement laïque québécois (MLQ), Lucie Jobin « aimerait que le projet de loi soit plus précis ». Lucie Jobin, « se réjouit que la laïcité y soit inscrite – c’est une valeur publique de cohésion sociale –, mais on exprime beaucoup de réserves. Ce serait une laïcité à deux vitesses ». 
Un groupe d'une centaine d'intellectuels rejette le projet dans une lettre ouverte intitulée « Nos valeurs excluent l'exclusion». Selon eux, la charte procède « d'une vision autoritaire de la laïcité ». Ce groupe reproche le gouvernement péquiste de jouer la carte identitaire « pour déjouer ses adversaires encore plus à droite et si possible diviser la gauche au nom de la laïcité ». 
Un autre groupe d'intellectuels signe le texte « La Charte des valeurs, étape cruciale de notre réaffirmation culturelle », qui spécifie que la Charte « ne doit pas s’inscrire dans un repli identitaire confortable en contexte provincial, mais dans un projet d’ensemble visant l’établissement de notre culture nationale comme référence commune », une étape « sur la voie d’un véritable État moderne qui nous permet de faire nation, au jour le jour ».
Le mardi 10 septembre, le manifeste Pour un Québec inclusif, qui dénonce le projet de charte des valeurs québécoises du gouvernement, est mis en ligne. Les auteurs du manifeste sont l'avocat Rémi Bourget, le constitutionnaliste et politologue Frédéric Bérard, la professeure de philosophie Ryoa Chung et la chroniqueuse Judith Lussier. Le texte recueille près de 30 000 signatures, dont celles de nombreuses personnalités telles que Dan Bigras, Philippe Falardeau, Richard Desjardins, Gabriel Nadeau-Dubois et Lise Ravary. Pour les auteurs du manifeste, la Charte des valeurs québécoises est tout simplement inutile, puisque des balises claires pour encadrer les accommodements raisonnables existent déjà dans la Charte québécoise des droits et libertés de la personne et dans la Charte canadienne des droits et libertés.
Le samedi 14 septembre, une manifestation réunissant des groupes opposés au projet de charte, défile dans les rues de Montréal.
Le 18 septembre, le PQ nomme 4 nouveaux membres au Conseil du statut de la femme, ce qui est dénoncé par la présidente Julie Miville-Dechêne.
Le 21 septembre 2013, un front commun pro-Charte des valeurs québécoises s’organise, le « 
Rassemblement pour la laïcité », composé d’une quinzaine d’organismes et d’une cinquantaine de personnalités, tentera de contrebalancer la vive opposition au projet de Charte des valeurs du gouvernement.
Le dimanche 22 septembre 2013, une nouvelle manifestation a lieu à Montréal, cette fois appuyant le projet de charte.
Le dimanche 29 septembre, une troisième manifestation est tenue à Montréal. Contre la charte, la manifestation est organisée par le Rassemblement des citoyens engagés pour un Québec ouvert.
Le 2 octobre, trois manifestantes de Femen critiquent la présence du crucifix au salon bleu de l'Assemblée nationale du Québec en s'exposant torse nu lors de la période de questions.
Les 14 et 15 octobre 2013, plusieurs médias québécois publient une lettre d'opinion de Janette Bertrand appuyant le projet de charte et cosignée par une vingtaine de personnalité féminines telles que Denise Filiatrault, Denise Robert, Julie Snyder et Djemila Benhabib,.
Le 15 octobre une vingtaine de psychiatres publient une lettre d'opinion contre le projet de charte dans The Gazette. Lors d'une entrevue sur la sortie des « Janette » donnée le 15 octobre à Paul Arcand, Denise Filiatrault tiendra des propos qui feront fortement réagir, notamment de par leur référence à l'affaire Shafia : « [à propos du hijab] Et quand elles ne le portent pas, elles se font réprimander, quand ce n'est pas pire que ça... quand c'est rendu au bout là, ils les sacrent dans le lac, ok! On l'a vu, c'est correct. Heille, woo, c'est notre choix! C'est des folles! »,. Elle s'en excusera le lendemain via Twitter.
Le 16 octobre 2013, seize femmes du regroupement Québec inclusif, les Inclusives, répondent aux signataires de la lettre publiée par l'auteure Janette Bertrand pour appuyer le projet de charte des valeurs québécoises du gouvernement de Pauline Marois.
Le 17 octobre, la Commission des droits de la personne et des droits de la jeunesse prend position contre le projet de charte. Selon son président Jacques Fremont, « Les orientations gouvernementales soulèvent de vives inquiétudes. Elles sont en nette rupture avec la Charte [des droits et libertés de la personne], cette loi quasi constitutionnelle adoptée par l'Assemblée nationale en 1975. Il s'agit de la proposition de modification de la Charte la plus radicale depuis son adoption. »
Le 26 octobre 2013, plusieurs milliers de personnes manifestent en faveur de la charte des valeurs dans le cadre d'un grand rassemblement organisé par les «Janette»
Le 14 novembre 2013, la Coalition avenir Québec (CAQ) tend la main au gouvernement péquiste pour trouver un compromis et faire adopter la charte des «valeurs de laïcité». Elle propose d'interdire les signes religieux aux employés de l'État qui exercent une autorité coercitive (juges, policiers, gardiens de prison, procureurs de la Couronne) ou une autorité morale (directeurs d'école et enseignants au primaire et secondaire).
Le 5 décembre 2013, la Fédération interprofessionnelle de la santé du Québec (FIQ), qui regroupe les syndicats d'une majorité des professionnels en soins infirmiers de la province, appuie le projet de Charte des valeurs québécoises et l'interdiction du port de signes religieux pour ses membres.
Le 12 décembre 2013, la CSN, qui représente quelque 300 000 travailleurs québécois, appuie l'interdiction de signes religieux dans certaines sphères professionnelles, mais estime que cette mesure ne devrait pas s'appliquer à l'ensemble des employés des organismes publics.
Le 14 janvier 2014, les audiences publiques sur le projet de loi de charte des valeurs du gouvernement Marois commencent à l'Assemblée nationale. Avec plus de 200 heures d'audiences il s'agit d'une des plus importantes consultations des dernières années au Québec.
Le 20 janvier 2014, en faveur de l'interdiction des signes religieux ostentatoires pour les juges, les policiers et les gardiens de prison, Mme Fatima Houda-Pepin, la seule élue de confession musulmane de l'Assemblée nationale, n'a pu se résigner à renoncer à ses principes et quitte le Parti Libéral.
Le 25 janvier 2014, le Conseil du statut de la femme du Québec se range dans le camp pro-charte.
Le 7 février 2014, l'ex-juge de la Cour suprême du Canada Claire L'Heureux-Dubé apporte son appui inconditionnel au projet de charte.

## Sondages
Le 16 septembre 2013, un sondage Léger Marketing indique un total de 43 % des répondants (49 % des francophones), favorables à la charte contre 42 % défavorables. Ces pourcentages sont respectivement de 52 % (59 % chez les francophones) et 38 % le 21 septembre. 
Sur l’interdiction des signes religieux dans la fonction publique, c’est 60 % des répondants (69 % des francophones) qui s’y disent favorables.
Un sondage CROP réalisé du 13 au 16 février 2014 indique que 51 % des répondants sont favorables à la charte. Parmi les Québécois francophones, 68 % sont pro-interdiction, contre 21 % des Québécois non francophones.

## Consultation
La Commission des institutions de l'Assemblée nationale a reçu plus de 200 mémoires de personnes et d'organismes intéressés à témoigner. Des séances de la Commission consacrées aux auditions publiques sur le projet de charte ont été tenues du 14 janvier au 20 février 2014

## Élection générale de 2014 et défaite du Parti québécois
Craignant de voir son budget renversé par les deux partis d'opposition, la première ministre Pauline Marois annonce le 5 mars 2014 une élection générale pour le 7 avril suivant. Le Parti québécois y subit une lourde défaite, et Pauline Marois perd également dans sa circonscription. Le Parti libéral du Québec, fermement opposé à la charte, remporte la majorité des sièges avec 41,5 % des suffrages, contre 25,4 % pour le Parti québécois.